# Live på bio
Riksorganisationen Folkets Hus och Parker började livesända scenkonst kontinuerligt i Sverige 2007, efter att ha varit pionjärer med en David Bowie-konsert redan 2003. I dag innehåller verksamheten Live på bio ett utbud med över 70 evenemang per år, främst livesänt men också inspelat. Folkets Hus och Parkers livesändningar av scenkonst och kultur via satellit i HD-kvalitet och surroundljud har vuxit till en kulturpolitiskt viktig verksamhet, som tillgängliggör kultur i hela Sverige. 
Folkets Hus och Parker är svensk distributör av Live på bio och samarbetar med 200 svenska biografer, vilket gör Sverige till det tredje största landet i världen när det gäller antal biografer som visar denna typ av utbud (endast USA och England har fler biografer). Säsongen 2015-2016 hade Live på bio drygt 100 000 besökare i Sverige.

## Samarbeten
Folkets Hus och Parker samarbetar bland annat med: opera (Metropolitan i New York, Kungliga Operan i Stockholm, GöteborgsOperan), balett (Bolsjoj i Moskva, Kungliga Operan i Stockholm), teater (National Theatre i London, Royal Shakespeare Company i Stratford-upon-Avon, Dramaten i Stockholm), klassisk musik (Berlinfilharmonikerna, Göteborgs Symfoniker), liksom olika typer av samarbeten kring pop- och rockmusik, revyer, musikaler, konst, utställningar och sport.
Repertoaren ökar successivt, i takt med antalet scener och distributörer som vill sprida sitt innehåll, och det ökande antalet digitala biografer. Metropolitans operor är textade på svenska, de engelska pjäserna är textade på engelska. 

## Bakgrund
Folkets Hus och Parker är bärare av uppgiften att utveckla rätten till mötesplatser där yttrandefrihet och mötesrätt kan fungera i praktiken. Riksorganisationen Folkets Hus och Parker har idag 600 medlemmar. Av dessa medlemmar har 160 möjlighet att visa film. Mötesplatser till form och funktion är utsatta för förändringens vindar. Det är därför nödvändigt för Folkets Hus att våga förändra och utveckla husen efter de behov och önskemål som dagens besökare och deltagare ställer. Detta handlar bland annat om tillgång till modern teknik i Folkets Hus biografer, för film, kulturupplevelser, möten och utbildning. Den digitala tekniken innebär oanade möjligheter för att ge befolkningen i hela Sverige moderna mötesplatser.

### Folkets Hus och Parker – digital biografpionjär
I augusti 2002 startade Folkets Hus och Parker pilotprojektet Digitala Hus – Europas första digitala biografkedja – med sju biografer. 2011 övergick projektet till att bli verksamheten Live på bio.
Satsningen Digitala Hus hade två målsättningar:
Den ena var att genom digital visningsteknik modernisera biografen på den lilla orten och i förorten, för att därmed öka utbudet av aktuell film och att bredda repertoaren, så att hela Sveriges befolkning på sikt skulle tillgång till ny, kvalitativ film.
Den andra målsättningen var att använda den digitala projektionstekniken till visning av ett högkvalitativt kultur- och nöjesutbud, som normalt inte når utanför storstäderna.
2014 är digitaliseringen av biograf-Sverige ett faktum.

### Tillgänglighet i hela Sverige
Skillnaderna i tillgång till kulturella upplevelser mellan storstad och landsbygd är stora. Publiken på mindre orter och i förorterna nås av ytterst få stora evenemang.
Den digitala tekniken ger helt nya möjligheter till direktsänd visning av evenemang på stor duk i hög bild- och ljudkvalitet. Opera, teater, balett, klassiska konserter, rockkonserter, sportevenemang och mycket annat.
Ett svenskt och internationellt utbud har möjlighet att nå en publik som inte kan ta sig till Stockholm, New York, Berlin eller Moskva. Skälen kan vara många: ekonomi, ålder, handikapp, eller helt enkelt en önskan om att stanna på hemorten, men ändå vara delaktig.
Live på bio breddar kultur- och nöjeslivet i hela landet, för att därigenom utveckla det folkligt förankrade kulturlivet.